# Świnia brodata
Świnia brodata (Sus barbatus) – gatunek lądowego ssaka z rodziny świniowatych.

## Budowa

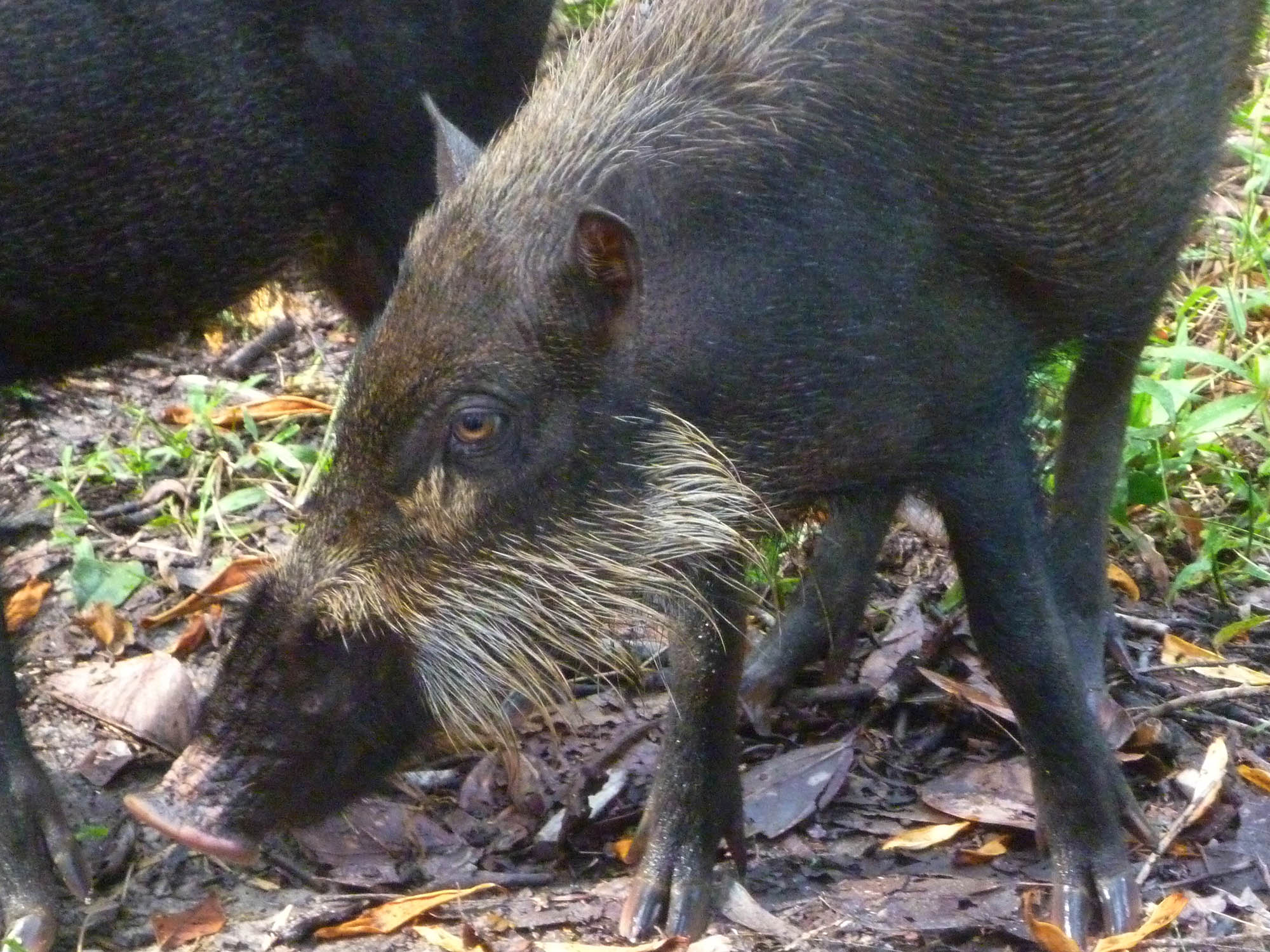
W wyglądzie świni brodatej zwraca uwagę broda jasnych włosów na pysku

Świnia brodata jest dużą świnia. Długość głowy i tułowia odyńca świni brodatej wynosi od 137 do 152 cm, przy czym istnieją doniesienia mówiące o 208 cm. Samica nie dorównuje mu wielkością, mierząc od 122 do 148 cm. Dla porównania nieco mniejsza podobna z wyglądu świnia palawańska osiąga od 100 do 160 cm, mniejsza świnia wisajska tylko 100 cm. Długość ogona świni brodatej wynosi od 17 do 26 cm, czyli 1–2 cm więcej niż u świni palawańskiej. Wysokość wynosi 90 cm, a więc odmiennie 10 cm mniej niż u gatunku z wyspy Palawan. Tylka stopa osiąga między 27 a 32 cm. Waży świnia brodata najczęściej od 58 do 83 kg, przy czym samce są cięższe od macior. Jest to mniej od świni palawańskiej (do 150 kg) czy nawet wisajskiej (ok. 80 kg), nie mówiąc już o przerastających wszystkie wymienione niektórych podgatunkach dzika euroazjatyckiego. Niemniej przy sprzyjających warunkach zdarzają się osobniki ważące i 200 kg, a więc więcej od wymienionych świń poza osiągającym i 320 kg dzikiem.
Dymorfizm płciowy jest u świni brodatej słabiej wyrażony niż u jej krewnych świń.
Ciało pokrywa rzadkie futro. Zwraca uwagę broda. Z pyska sterczy pasiasta szczecina włosów skierowanych ku przodowi, porastają też okolicę żuchwy. Podgatunek nominatywny, zwłaszcza odyniec, ma na policzkach długie, sterczące wibryssy. Natomiast u podgatunku S. b. oi włosy na policzkach są krótsze, dłuższe zaś na pysku, zwichrowane. Większość futra zabarwiona jest czarniawo u młodszych osobników do  bladego czerwonego brązu, żółci i szarości,  bądź płowej bieli noszonych przez dorosłe zwierzęta. Wyłamują się z tego prosięta, noszące podłużne pasy barwy ciemnego brązu i białawej do płowej. Podobne pasy występują u młodych wielu innych świń. Niezależnie jednak od pierwotnego koloru futra świnia brodata zdaje się nyć najczęściej koloru błota, którym jest ubrudzona.
Czaszkę ma świnia brodata bardziej wydłużoną niż inne świnie. Twarz zdobią brodawki, występujące także u innych świń, właściwie wszystkich przedstawicielek rodzaju z wyjątkiem dzika, zwanych po angielsku Warty Pigs. Niemniej u świni brodatej brodawki te są mniej okazałe, niż u jej krewnych. Uszy są niewielkie.
Podawano, jakoby tułów podgatunku nienominatywnego był bardziej spłaszczony bocznie niż u S. b. barbatus, czego jednak nie potwierdzono. Maciora nosi na tułowiu sześć par sutków. Ciało wieńczy ogon zaopatrzony w kępkę włosów.
Kończyny są długie.

## Systematyka

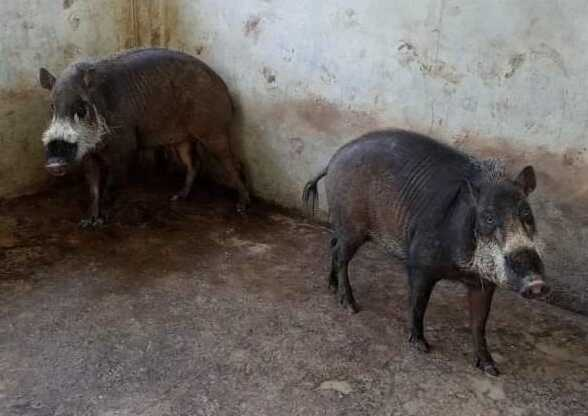
W 1888 jako podgatunek świni brodatej Sus barbatus ahoenobarbus opisano świnię palawańską uznawaną obecnie za odrębny gatunek

Nowy gatunek świni opisał Müller w 1838 pod nazwą Sus barbatus, używaną do dzisiaj. Jako miejsce typowe autor wskazał Banjermasin na południu Kalimantanu w Indonezji. Nazwy zwyczajowe w wielu językach oznaczają właśnie brodatą świnię, także w polskim. Wyjątkiem jest język mandaryński, w którym funkcjonuje nazwa oznaczająca górską świnię.
Świnia ta zalicza się oczywiście do rodziny świniowatych. Obecnie rodzinę tę reprezentuje 18 gatunków. Wszystkie należą do tej samej podrodziny Suinae, która pojawiła się w Europie bądź na zachodzie Azji w środkowym miocenie. Następnie uległy radiacji adaptacyjnej, dzieląc się na liczne rodzaje w kilku plemionach, do których należą Suini. Plemię to obejmuje współczesny rodzaj Sus, czyli świnia. Świnie te dzieli się dalej na dwie główne grupy w zależności od wyglądu twarzy. Do pierwszej należy dzik euroazjatycki, gatunek o gładkiej twarzy liczy w podgatunki. Do drugiej należą gatunki zwane po angielsku Warty Pigs, czyli świniami brodawkowatymi, noszące na twarzy brodawki. Do nich właśnie należy brodata, podobnie jak świnia palawańska, świnia wisajska, świnia samotna, świnia brodawkowata czy świnia filipińska.
Wyróżniono dwa podgatunki Sus barbatus:
- Sus barbatus barbatus – świnia brodata,
- Sus barbatus oi – świnia malajska.

W 1888 jako podgatunek świni brodatej Sus barbatus ahoenobarbus opisano świnię uznawaną obecnie za odrębny gatunek świni palawańskiej. Później doniesiono jednak jednak o istotnych różnicach dzielących świnię palawańską i świnie brodatą. Co więcej, wykonane badanie mtDNA wskazały na bliższe pokrewieństwo świni palawańskiej ze świnią wisajską, gatunkiem zamieszkującym Filipiny, a nie Indonezję, niż ze świnią brodatą. Z drugiej strony Meijaard i inni podkreślają podobieństwo anatomiczne świni palawańskiej i brodatej, w tym obecność białawej brody, a brak wydatnych brodawek na twarzy obecnych u świni filipińskiej czy grzywy też obecnej u świni filipińskiej, a jeszcze wydatniejszej i opadającej na oczy u świni wisajskiej. Jako kolejny argument za bliskim pokrewieństwem świń palawańskiej i brodatej jest kariotyp. Oba gatunki liczą bowiem po 38 chromosomów, a więc o 2 więcej, niż u świń wisajskiej czy filipińskiej. Nowsze, nieznane jeszcze Meijaardowi i innym badania podają w ogóle u świni wisajskiej tylko 34 chromosomy. W każdym razie autorzy Handbook of the Mammals of the World widzą w świni palawańskiej bliską krewną świni brodatej, prawdopodobnie jej skarłowaciałą formę. Zauważają jednak potrzebę dalszych badań. Jako inne wytłumaczenie pewnych cech łączących świnie palawańską i wisajską podają krzyżowanie się obu gatunków. Wydaje się świnia wisajska najbardziej bazalnym gatunkiem z tej grupy.

### Etymologia
- Sus: łac. sus „świnia”, od gr. σύς sus „świnia, wieprz”[13].
- barbatus: łac. barbatus „brodaty”, od barba „broda”[14].

Meijaard i inni komentują epitet gatunkowy oi, który postrzegają jako „widocznie absurdalny”. Dociekają, że pochodzić on musi z części słowa „nangoi” oznaczającego świnię w jednym z plemiennych języków Sumatry.

## Tryb życia
Samica przystępuje do rozmnażania w wieku 10-20 miesięcy. Jej płodność, warunkowa dobrym odżywieniem, przypada na czas pomiędzy masowym kwitnieniem a owocowaniem dwuskrzydłowatych. Odyniec współżyje z lochą, która dzięki temu zachodzi w ciążę. Trwa on od 90 do 120 dni. Z nadejściem susz samce i samice budują gniazda, młode rodzą się w takim właśnie gnieździe sporządzonym przez matkę z roślin. Miot najczęściej liczy 7 sztuk z istotną zmiennością, tyle też płodów liczy średnio ciąża. Niemniej niewielka maciora może sobie pozwolić na 3-4 młode, podczas gdy wielka locha rodzi aż 10-12 nowrodków. Prosięta noszą podłużne pasy barwy ciemnego brązu i białawej do płowej przez pierwsze półrocze życia, potem przybierają barwy przypominające dorosłe świnie, początkowo jednak ciemniejsze. W gnieździe przebywaj tydzień bądź dłużej. W latach masowej obfitości owoców zdarza się odchować w jednym roku 2 mioty. Świniowate ogólnie są bardzo płodnymi ssakami.

## Rozmieszczenie geograficzne
Podgatunek nominatywny zamieszkuje Borneo i pobliskie wyspy. Możliwe, że sięga on Tawi Tawi. Natomiast podgatunek oi zamieszkuje Sumatrę, Bangkę, a także tereny na kontynentalnej Malezji, ponadto Palang Bintang. Wedle IUCN półwysep zamieszkuje nie podgatunek S. b. oi, ale nominatywny, w zasięgu którego wymienia też Sibutu.

## Ekologia

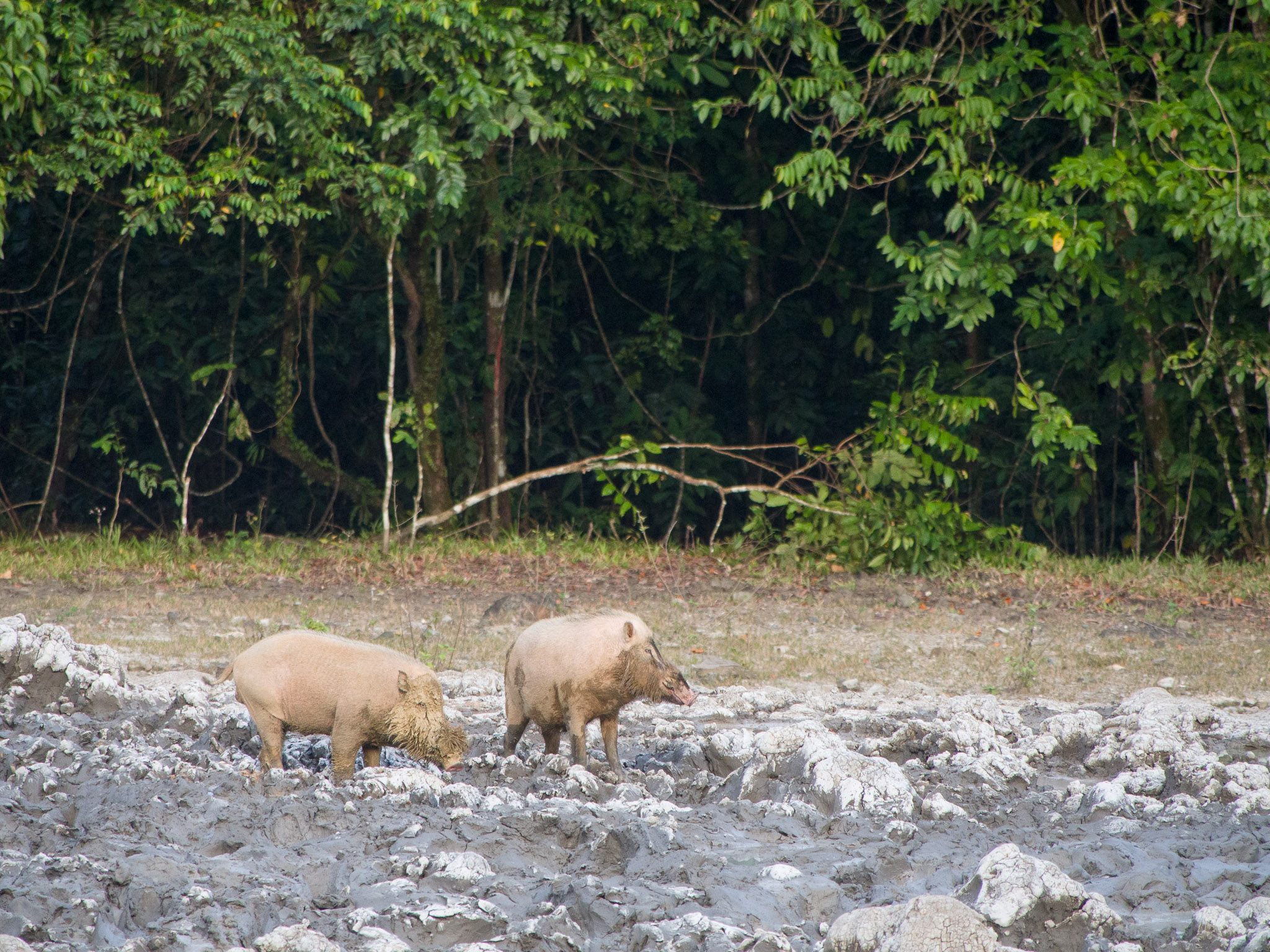
Świna brodata zamieszkuje lasy, ale lubi wychodzić na polany i brzegi rzek, gdzie ryje bądź tapla się w błocie

Jako siedlisko świni brodatej Meijaard i inni podają lasy dwuskrzydłowatych, porastające okolice zarówno nizinne, jak i górskie, cechujące się jednoczesnym kwitnieniem i owocowaniem wielu drzew. Świnie brodate uczęszczają ponadto na brzegi rzek, gdzie ryją glebę i roślinność zielną, poszukując pierścienic. Zasiedlają polany, brzegi lasów, ale też mokradła. Zapuszczają się na plaże. Nie stronią od terenów zmienionych działalnością człowieka, odwiedzając plantacje i przedmieścia miast, podobnie jak to czynią dziki.
Zwierzę to jest wszystkożerne, zgodnie z cechami innym przedstawicieli swej rodziny. Meijaard cytuje autorów stwierdzających, że w zasadzie łatwiej powiedzieć, czego świnia brodata nie je. Spożywa on szeroką gamę roślin, w szczególności pożera owoce, od których dostępności uzależnia swój wzrost i rozwój, odkładanie tłuszczu i przedłużanie gatunku. Bez owoców świnie brodate rosną wolno. Najważniejsze znaczenie odgrywają owoce bobowatych i dwuskrzydłowatych, bogate w oleje roślinne. Te ostanie pojawiają się masowo w tym samym czasie, raz na 2-10 lat, przyciągająć wielkie liczby świń brodatych. Istotne są też bukowate, szczególnie rodzaje dąb, Castinopsis, Lithocarpus. Ich zaletą jest bardziej stałe owocowanie. Niekiedy w skład diety wchodzą też figi, Melastoma i inne małe a twarde nasiona. Ponadto autorzy wymieniają liczne inne rośliny: anakardiowate, Annonaceae, Athyriaceae, Bambusoideae, bananowate, Bombacaceae, Cyperaceae, Dilleniaceae, Ericaceae, Graminaideae, Guttiferae, laurowate, lipowate, meliowate, morwowate, mirtowate, Pandanaceae, Podocarpaceae, Polygalaceae, Rhamnaceae, różowate, Rubiaceae, Sapindaceae, Sapotaceae, Selaginellaceae, Simaroubaceae, wilczomleczowate, Zingiberaceae. W glebie ryje ten świniowaty w poszukiwaniu ich korzeni. Zjada grzyby. Spożywa pokarm zwierzęcy, głównie bezkręgowce znajdowane w ziemi i butwiejącym drewnie, w tym pierścienice. Nie omija także kęgowców, w tym jaj żółwii, nie pogardza padliną.
Świnia brodata nie spędza całego życia w jednym miejscu. Przemieszcza się raczej. Część czasu spędza rozproszony po górach i bagnach, jednak w czasie masowego owocowania wielkie grupy świń brodatych zbierają się na niewielkim obszarze.
Zwierzę odgrywa istotną rolę w rozprzestrzenianiu nasion, niekiedy bywając jedynym wypełniającym tę funkcję gatunkiem. Nasiona przebywają układ pokarmowy świni brodatej.

## Zagrożenia i ochrona
IUCN uznaje świnię brodatą za gatunek narażony na wyginięcie. Pierwszy raz wypowiedziało się o gatunku w 1996, uznając go za gatunek najmniejszej troski. W 2008 status zmieniono na narażony na wyginięcie, co podtrzymano w kolejnej ocenie opracowanej w 2016 i opublikowanej w 2017.
Wyręb lasów zmienia zależności świń brodatych i dwuskrzydłowatych.
Gatunek odgrywa kluczową rolę w kulturze miejscowej ludności. Pojawiają się nawet głosy nawołujące do strategii ochrony uwzględniających kontekst społeczny, w tym prawa do polowań przez miejscową ludność.